# Charles Verlinden
Charles Verlinden (* 3. Februar 1907 in Saint-Gilles/Sint-Gillis; † 19. Mai 1996 in Brüssel) war ein belgischer Historiker und Mediävist.

## Leben
Charles Verlinden studierte an der Universität von Gent, der Sorbonne, der École pratique des hautes études, der École nationale des chartes und dem Centro de estudios históricos in Madrid. Es folgten Forschungsaufenthalte in Paris (1933), Madrid (1934) und Italien (1938). Nach seiner Promotion 1930 unterrichtete er zunächst in Gent und Brüssel, bis er 1940 Assistent für Wirtschaftsgeschichte an der Rijkshandelshogeschool Antwerpen wurde. 1944 wechselte Verlinden als Assistent für Geschichte wiederum an die Universität von Gent, wo er noch im selben Jahr ordentlicher Professor wurde und bis 1974 blieb. In diesem Jahr wurde er emeritiert. Während seiner aktiven Zeit in Gent nahm er unter anderem die Funktion des Dekans der Fakultät für Philosophie und Philologien wahr (1954–1956) und war Mitglied des Verwaltungsrates der Universität.
Als Spezialist für Wirtschaftsgeschichte und Geschichte der Sklaverei war Verlinden Direktor der Academia Belgica (1959–1977), Direktor des Belgischen Historischen Instituts in Rom (1955–1986) und Vizepräsident der Commission internationale d’histoire maritime in Paris. Er war Gastdozent an insgesamt 46 Universitäten in Europa und Amerika.

## Ehrungen und Auszeichnungen
Charles Verlinden war Mitglied der belgischen Königlichen Akademie der Wissenschaften, Dichtung und schönen Künste (flämische Sektion), der Real Academia de la Historia (Madrid), der Medieval Academy of America und der Accademia Nazionale dei Lincei (seit 1977). Zwei Universitäten verliehen ihm die Ehrendoktorwürde: Sevilla 1968 und Coimbra 1988. Für seine wichtigen Beiträge zur italienischen Geschichte wurde ihm 1970 außerdem der Premio Internazionale Galileo Galilei dei Rotary Italiani verliehen.
Charles Verlinden heiratete 1931 Nelly Noulard; die Ehe blieb kinderlos.

## Schriften (Auswahl)
Monografien
- Christoph Kolumbus. Vision und Ausdauer. Übersetzt aus dem Französischen von Reinhild Sturmberg, Göttingen 1992, ISBN 3-7881-0025-7. (unveränderter Nachdruck der Ausgabe Göttingen u. a. 1962)
- Atlantischer Raum und Indische-Ozean-Zone in kolonialgeschichtlicher Perspektive. Nürnberg 1982.
- L’esclavage dans l’Europe médiévale. Bd. 1, Brügge 1955; Bd. 2, Gent 1977.
- The beginnings of modern colonization. 11 essays with an introduction. Übersetzt von Yvonne Freccer, Ithaca 1970.
- Les Origines de la civilisation atlantique. De la Renaissance à l’Âge des Lumières. Neuchâtel 1966.
- L’esclavage dans le monde ibérique médiéval. Madrid 1934.

Herausgeberschaften
- Die mittelalterlichen Ursprünge der europäischen Expansion. München 1986, ISBN 3-406-30372-2.

Außerdem verfasste und veröffentlichte Verlinden zahlreiche Artikel in Fachzeitschriften und Sammelbänden.